# Victoria Zdrok
Victoria Zdrok (ukránul: Вікторія Здрок, Kijev, 1973. március 3. –) ukrán származású amerikai pornószínésznő.

## Élete és pályafutása
16 éves korában Amerikába költözött. Abban az időben ő volt az első ukrán diák, aki Ukrajnából Amerikába ment tanulni. A média nagy figyelmet fordított neki, mint a béke hirdetőjének. A pennsylvaniai West Chester Egyetemen végzett. 1994 októberében a Playboy magazin poszterén szerepelt. Philadelphia városának „legszebbikének” koronázták. Penthouse kedvence 2002-ben és 2004-ben.

## Válogatott filmográfia
| - 2009 Guide to Great Sex (video) (as Dr. Victoria Zdrok) - 2006 Asses of Face Destruction (video) - 2006 Soloerotica 9 (video) - 2005 Assturbators 2 (video) - 2005 Three's Cumpany (video) | - 2004 Dark Side (video) - 2004 Lesbians in Lust (video) - 2003 Temptation (video) - 2003 Soloerotica 4 (video) - 2002 Bare-Skinned Captives (video) |